# Žličarka
Žličarka, čaplja žličarka ili bijela žličarka (lat. Platalea leucorodia) je ptica iz porodice ibisa.
Može doseći duljinu do 1 m i težiti oko 1- 1,2 kg. Raspon krila je 115- 135 cm. Uglavnom je bijele boje, dok su kljun i noge crni.
Gnijezdi se u južnoj Europi, rjeđe u zapadnoj Europi, a također i u Aziji i Sjevernoj Africi. Čaplje žličarke iz Europe zimuju u srednjoj i istočnoj Africi, a azijske u Indiji i Kini.
Živi u vlažnim područjima u kolonijama od 6 do 160 ptica. Odgovaraju joj slatkovodna staništa, područja slane vode i rijeke.
Hrani se malim ribama, žabama, ličinkama kukaca, rakovima, a ponekad i vodenim biljkama. Gnijezde se u šašu, grmlju i u gnijezdima nisko nad vodom. Obično ima tri do šest jaja, koja paze oba roditelja od 21 do 25 dana. Mladunce paze i hrane također oba roditelja. 
Ima tri podvrste:Platalea leucorodia leucorodia kao najčešća povrsta, Platalea leucorodia balsaci u Mauretaniji i Platalea leucorodia archeri. na obalama Crvenog mora i Somalije.
U Hrvatskoj se gnijezde u Krapjem Đolu kraj rijeke Save i na nekim ribnjacima u Slavoniji. S ukupnom populacijom manjom od 200 parova, žličarka je jedna od najugroženijih vrsta ptica močvarica na području Republike Hrvatske i zato je zaštićena Zakonom o zaštiti prirode.

## Galerija
- Mladunci
- Na poštanskoj marki SSSR-a
- Na slici Hieronymusa Boscha
- Jaja, muzej u île Kiji, Mauritanija

## Vanjske poveznice
|  | Zajednički poslužitelj ima stranicu o temi Platalea leucorodia    |
|  | Zajednički poslužitelj ima još gradiva o temi Platalea leucorodia |
|  | Wikivrste imaju podatke o taksonu Platalea leucorodia             |